# Союз ТМ-25
«Союз ТМ-25» — российский транспортный пилотируемый космический аппарат из серии «Союз ТМ», на котором в 1997 году было осуществлено экспедиционное посещение (23-я основная экспедиция) орбитальной станции «Мир».

## Экипаж

### Экипаж старта
- (Роскосмос) Василий Циблиев (2)[1] — командир.
- (Роскосмос) Александр Лазуткин (1) — бортинженер.
- (DARA) Райнхольд Эвальд (1) — космонавт-исследователь.

### Экипаж возвращения
- (Роскосмос) Василий Циблиев (2).
- (Роскосмос) Александр Лазуткин (1).

## Выходы в космос
- 29 апреля 1997 — В. Циблиев и Дж. Линенджер[2], из ШСО «Кванта-2», длительность 4 часа 59 минут.

## Динамические операции на орбите
- «Союз ТМ-24»:
  - Расстыковка 2 марта 1997 года в 03:24:57 GMT от модуля «Квант».
- «Прогресс М-33»:
  - Повторная стыковка 4 марта 1997 года — не удалась из-за отказа системы ТОРУ[3].
- «Прогресс М-34»:
  - Стыковка 8 апреля 1997 года в 17:30:03 GMT к модулю «Квант».
  - Расстыковка 24 июня 1997 года в 10:22:50 GMT.
  - Повторная стыковка 25 июня 1997 года с помощью ТОРУ закончилась тараном модуля «Спектр»[3].
- МТКК «Атлантис STS-84»:
  - Стыковка 17 мая 1997 года в 02:33:19 GMT.
  - Расстыковка 21 мая 1997 года в 4:03:57 ДМВ.
- «Прогресс М-35»:
  - Стыковка 7 июля 1997 года в 5:59:24 GMT.
  - Расстыковка 6 августа 1997 года в 11:46:45 GMT.
- «Союз ТМ-26»:
  - Стыковка 5 августа 1997 года в 17:02:08 GMT.

## Мир-97
Одной из целей ЭО-23 являлись исследования в рамках российско-германского проекта «Мир-97». К которым относились:
- Медицинские исследования (например, всестороннее изучение влияния невесомости на организм человека, или эксперименты по оценке психо-физиологического состояния космонавта на начальном этапе полета, определение особенностей гормональной регуляции обменных процессов, исследования сердечно-сосудистой системы).
- Эксперименты по исследованию состава микрофлоры в живых отсеках комплекса (подготовлены специалистами японского космического агентства[4].

## Дополнительные факты
- Начиная с полета ЭО-23 эмблемы для российских экипажей стал изготавливать Центр космического сотрудничества «Планета Земля». Эмблема ЭО-23 в исполнении Aviation Patch Supplies была последней, к которой приложил руку журнал «Новости космонавтики» в лице автора Олега Шитикова (для последующих экспедиций эскизы эмблем подготовил уже дизайнер из Aviation Patch Supplies)[5].